# Mystykatea

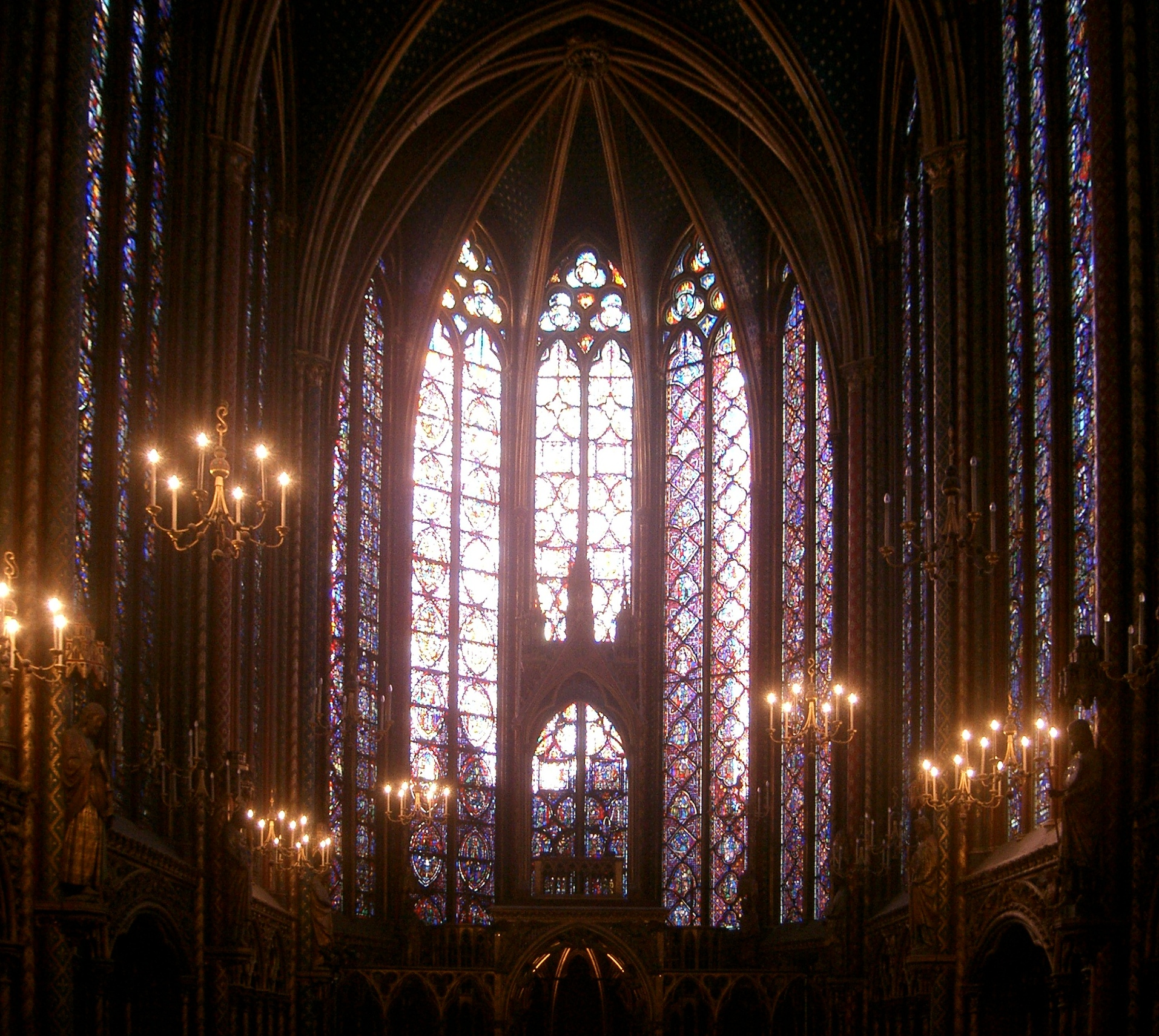
Glas in lood in Seinte Chapelle (2005)

Mystykatea (The 32nd album composed by Michel Huygen) is een studioalbum van Michel Huygen, uitgebracht onder de groepsnaam Neuronium, waarvan hij enig lid is. Hij omschreef het als een denkbeeldige soundtrack bij een denkbeeldige film, Met dit album maakt hij een muzikale zoektocht naar de "echte waarheid", maar constateert meteen dat deze niet noodzakelijk is om door het leven te gaan. Dit past geheel in zijn kosmische levenshouding: "Psychotronic", een goede balans tussen lichaam en geest. De titeltrack (en dus ook het album) verwijst naar The Ademian line, een sciencefictionroman van Erna Olinger. Op de platenhoes is glas-in-lood uit de Sainte-Chapelle te zien. Een videoclip bij Mystykatea geregisseerd door Tomás C. Gilzanz werd meegeperst op deze enhanced cd.

## Musici
Huygen speelt alle instrumenten, zangstemmen komen ook uit de elektronische apparatuur.

## Muziek
| Nr. | Titel                        | Duur  |
| --- | ---------------------------- | ----- |
| 1.  | Religion means war (Huygen)  | 10:41 |
| 2.  | Mystykatea (Huygen)          | 4:32  |
| 3.  | Cosmic Illumination (Huygen) | 9:31  |
| 4.  | Great wiles (Huygen)         | 14:44 |
| 5.  | In aliens I trust (Huygen)   | 7:01  |
| 6.  | Healing love (Huygen)        | 8:15  |
| 7.  | Believe in yourself (Huygen) | 3:42  |